# Ван Керкховен, Нико
Ни́ко Ван Ке́ркховен (нидерл. Nico Van Kerckhoven; родился 14 декабря 1970 года в Лире, Бельгия) — бельгийский футболист, известный по выступлениям за «Льерс», «Шальке 04» и сборную Бельгии. Участник Чемпионатов мира 1998 и 2002, а также чемпионата Европы 2000.

## Клубная карьера
В 1990 году Ван Керкховен начал свою карьеру в клубе «Льерс». За восемь сезонов, проведённых в команде, Нико единожды выиграл Лигу Жюпиле и Суперкубок Бельгии. Летом 1998 года он перешёл в немецкий «Шальке 04». С «кобальтовыми» Нико дважды выиграл кубок Германии и также стал обладателем кубка Интертото в 2003 году. В 2004 году Ван Керкховен перешёл в «Боруссию» из Мёнхенгладбаха. В новом клубе Нико отыграл один сезон, ничем особым себя не проявив. В 2005 году он вернулся в Бельгию, где на протяжении шести сезонов выступал за «Вестерло».

## Международная карьера
29 мая 1996 года в матче против сборной Италии Ван Керкховен дебютировал за сборную Бельгии. В 1998 году он был включён в заявку национальной команды на участие в чемпионате мира во Франции. На турнире Нико сыграл только в матче против Южной Кореи.
В 2000 году Ван Керкховен принял участие в домашнем чемпионате Европы. На турнире он сыграл в поединках против сборных Швеции, Турции и Италии.
В 2002 году Нико во второй раз принял участие в первенстве мира. На турнире он впервые вышел на поле в заключительном поединке группового этапа против сборной России, а также отыграл всю встречу 1/8 финала против сборной Бразилии. Матч против будущих чемпионов мира стал для Ван Керкховена последним в футболке национальной команды, сразу после мундиаля он завершил карьеру в сборной. За национальную команду Нико сыграл 42 матча и забил 3 гола.

## Достижения
Командные
 «Льерс»
- Чемпионат Бельгии по футболу — 1996/1997
- Обладатель Суперкубка Бельгии — 1997

 «Шальке 04»
- Обладатель Кубка Германии — 2001
- Обладатель Кубка Германии — 2002
- Обладатель Кубка Интертото — 2003